# Хоукър Темпест
„Хоукър Темпест“ (на английски: Hawker Tempest) е британски едноместен изтребител (по-късно модифициран в „Хоукър Тайфун“).
Използван е от Кралските военновъздушни сили по време на Втората световна война.
Моделът е сред най-мощните изтребители по време на войната.
1. ↑  www.baesystems.com //   Посетен на 7 ноември 2022 г.